# Olpran
Olpran je česká značka jízdních kol vyráběných firmou OLPRAN spol. s r. o. Olpran je jednou z nejvýznamnějších českých značek v této oblasti, která se zaměřuje na levná kola všech druhů a kategorií pro nejširší veřejnost, která jsou prodávána v řadě velkých obchodních řetězců a jsou určena na rekreační ježdění. Firmu založil roku 1991 v Olomouci Jaroslav Luňák. Kola Olpran se vyrábějí v České republice, od roku 2008 v novém výrobním závodě v Hořicích v Podkrkonoší, který firma prezentuje jako nejmodernější závod na výrobu jízdních kol ve střední Evropě a má kapacitu až 300 000 kol ročně. Firma exportuje množství jízdních kol nejen do dalších států Evropy, ale do celého světa. Od roku 2019 Olpran spolupracuje s německou firmou zaměřenou na poskytování sdílených jízdních kol Nextbike na poskytování bikesharingu v České republice. Roku 2023 firma Olpran koupila také českou značku jízdních kol Levit.
V 90. letech 20. století vyráběl Olpran vysoce kvalitní kola a sponzoroval vlastní závodní tým. Model Olpran Mike propagoval dokonce německý mistr světa v cyklokrosu Mike Kluge. Kola Olpran používali i další známé tváře sportovní cyklistiky jako Kateřina Neumannová, která na něm roku 1995 získala bronzovou medaili na mistrovství Evropy, několikanásobný mistr ČSSR Martin Kaňkovský, a počátkem 21. století olomoucký rodák a dvojnásobný olympionik Radim Kořínek, který je spojený i se závodními týmy Olpran Plzeň a Olpran Dominator. Následně ale management firmy Olpran změnil obchodní strategii, zaměřil se na co největší cenovou dostupnost svých výrobků a sportovní závodní cyklistiku opustil.